# اعتراضات ۲۰۱۹ بولیوی
اعتراضات بولیوی (انگلیسی: 2019 Bolivian protests) از ۲۱ اکتبر ۲۰۱۹ از سر گرفته شد که طی آن معترضان به خیابان‌ها ریخته و تعدادی از ساختمان‌های دولتی را به آتش کشیده‌اند. این اعتراضات در واکنش به ادعای تقلب در نتایج انتخابات سراسری بولیوی (۲۰۱۹) است که اوو مورالس، رئیس‌جمهوری کنونی این کشور را پیروز انتخابات نشان می‌دهد، به خشونت کشیده شده‌است.
مورالس اتهامات تقلب انتخاباتی را تکذیب کرد و از دولت‌های خارجی دعوت نمود تا روند انتخابات را تحت نظارت داشته باشند و قول داد در صورت مشاهده هرگونه تقلبی، اقدام به برگزاری مرحله دوم انتخابات خواهد کرد. کارلوس مسا نفر دوم رقابت انتخاباتی خواستار ادامه اعتراضات تا زمان برگزاری مرحله دوم شد و اظهار داشت تقلب صورت گرفته در انتخابات را اثبات خواهد کرد. با این حال خشونت‌ها فروکش کرده‌است و اغلب تظاهرات مسالمت‌آمیز برگزار می‌شود.
در دهم نوامبر پلیس و ارتش خواستار استعفای مورالس بودند، که در نهایت وی پس از مدت کوتاهی این پیشنهاد را پذیرفت.